# Великая Цвиля
Вели́кая Цви́ля (укр. Велика Цвіля) — село на Украине, находится в Емильчинском районе Житомирской области.
Код КОАТУУ — 1821782001. Население по переписи 2001 года составляет 870 человек. Почтовый индекс — 11235. Телефонный код — 4149. Занимает площадь 4,442 км².

## Адрес местного совета
11235, Житомирская область, Емильчинский р-н, с. Великая Цвиля, ул. Шевченко, 6